# Francois Steyn
Francois Steyn (wym. [ˈfranswa ˈstɛin]; ur. 14 maja 1987 r. w Aliwal North) – południowoafrykański rugbysta występujący najczęściej na pozycji środkowego ataku lub obrońcy. Reprezentant kraju, dwukrotny zdobywca i trzykrotny uczestnik pucharu świata.

## Kariera klubowa
Frans Steyn w latach 2004–2005 uczestniczył w rozgrywkach juniorskich i młodzieżowych (U-18, U-19, U-21) reprezentując Free State Cheetahs. W roku 2006 dołączył do ekipy Natal Sharks, a po roku został włączony również do drużyny Sharks występującej w Super 14.
W 2007 roku Sharks dotarli do finału Super 14, gdzie jednym punktem ulegli Bulls. Rok później Rekiny odpadły w półfinale tych rozgrywek, przegrywając z NSW Waratahs. Więcej szczęścia w 2008 roku drużyna z Durbanu miała w rozgrywkach krajowych, gdzie po zwycięskim przyłożeniu Steyna zdobyła Currie Cup.
W połowie 2009 roku pojawiły się informacje, zgodnie z którymi Steyn w kolejnym sezonie miał być zawodnikiem francuskiego Racing Métro 92. Jeszcze przed formalnym osiągnięciem porozumienia, w meczu z Highlanders zawodnik Sharks doznał urazu kolana, który podał przyszły transfer w wątpliwość. Ostatecznie, reprezentant RPA podpisał w Paryżu dwuipółletni kontrakt, na mocy którego zarabiał 750 tys. euro rocznie.
W ciągu trzech spędzonych we Francji sezonów, Steyn stał się jednym z podstawowych graczy Racing Métro. Niemniej, w kwietniu 2012 roku ogłosił, że nie zamierza przedłużać kontraktu i wraca do Sharks. Oficjalnie, trzyletni kontrakt z drużyną z KwaZulu-Natal podpisał 1 lipca. W ten sposób, Steyn zdążył jeszcze zagrać w dwóch ostatnich meczach fazy grupowej Super Rugby.

## Kariera reprezentacyjna
Francois dwukrotnie uczestniczył w mistrzostwach świata U-19: w 2005 i 2006 roku. Podczas tej pierwszej imprezy, Baby Boks zajęli pierwsze miejsce. Rok później Południowoafrykańczycy, z wyjątkiem pojedynku z Samoa, przegrali wszystkie swoje spotkania, w tym mecz o 7. miejsce w grupie A z Argentyną.
W listopadzie 2006 roku 19-letni Steyn otrzymał powołanie od selekcjonera Jake’a White’a do seniorskiej drużyny Springboks. Po raz pierwszy w kadrze wystąpił 11 listopada na Lansdowne Road w Dublinie, będąc tym samym 783 debiutantem w zielono-złotych barwach. Mając na koncie zaledwie 9 meczów międzynarodowych, grał już na pozycji obrońcy, łącznika ataku, środkowego ataku i skrzydłowego. Steyn grał następnie podczas Pucharu Trzech Narodów, gdzie zdobył dwa dające zwycięstwo nad Australią drop goale (pierwszy z nich spod linii bocznej z około 50 metrów od słupów).
Później w tym samym roku dostał się do kadry na Puchar Świata, który odbywał się we Francji. Choć turniej rozpoczął na ławce rezerwowych, to już w pierwszym meczu, kiedy kontuzji ramienia doznał środkowy Jean de Villiers, Steyn wskoczył do składu. Miejsca w wyjściowej piętnastce nie oddał już do końca mistrzostw. W czasie Pucharu Frans zdobył jedno przyłożenie, dokładając do tego cztery rzuty karne. Ostatni z nich Steyn wykonał w 61 minucie wielkiego finału z reprezentacją Anglii. Kopem z odległości 48 metrów ustalił wówczas wynik na 15–6 dla Springboks. Został tym samym najmłodszym graczem, który zdobył puchar świata.
W roku 2009 wystąpił we wszystkich trzech meczach przeciwko British and Irish Lions. We wrześniu, w pojedynku z Nową Zelandią trafił trzy rzuty karne, spośród których wszystkie wykonywał spoza linii środkowej. Prawdopodobnie był to pierwszy taki przypadek w historii rugby. W pierwszej połowie kolejnego roku, kiedy odbywała się następna edycja Pucharu Trzech Narodów, Steyn nie otrzymał jednak ani jednej szansy występu. Spekulowano na temat konfliktu zawodnika z trenerem Peterem de Villiersem. Wysoka forma uniwersalnego zawodnika formacji ataku w lidze francuskiej, niejako „zmusiła” selekcjonera do ponownego go powołania.

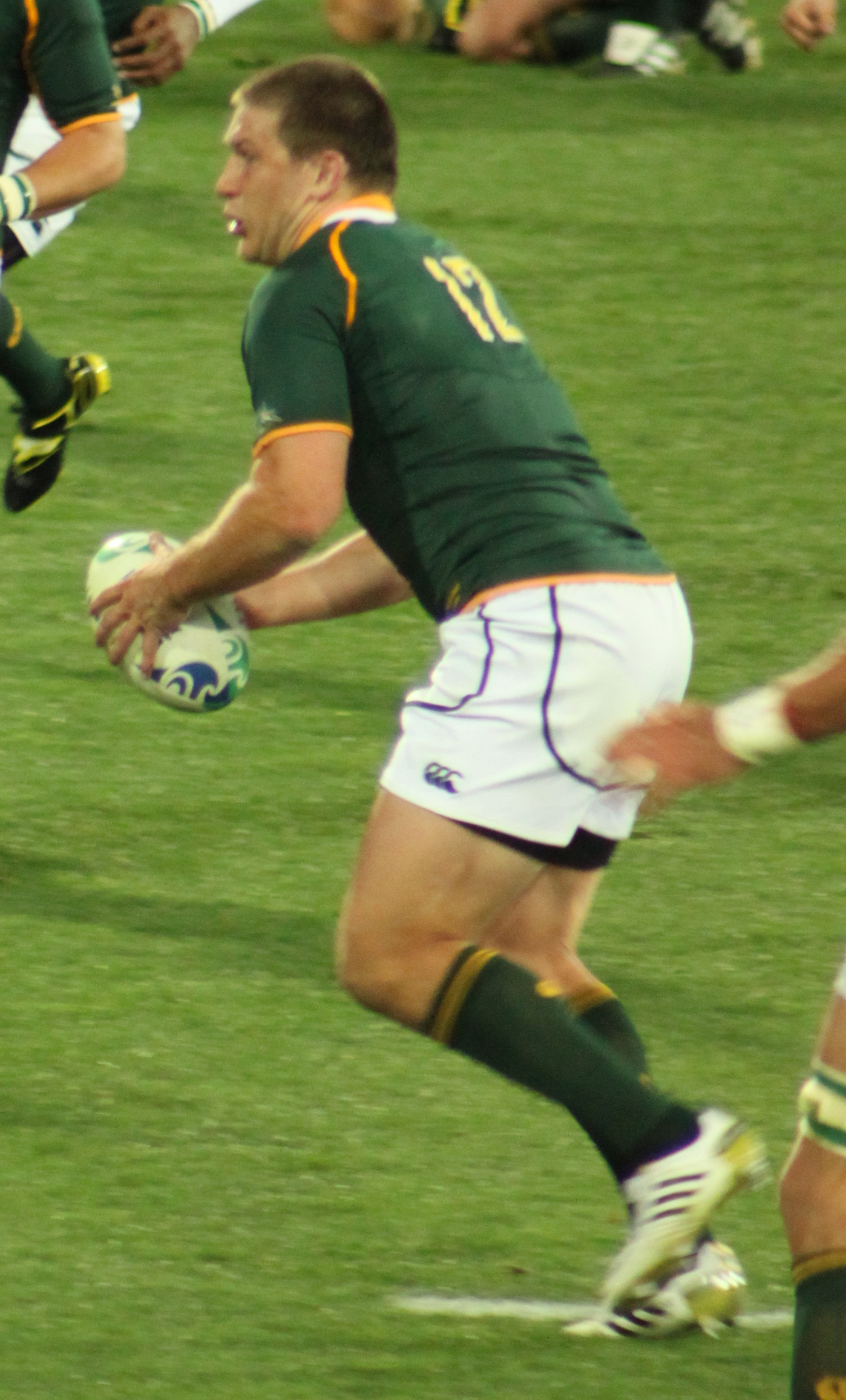
Steyn podczas Pucharu Świata 2011

W 2011 roku, przed Pucharem Świata w Nowej Zelandii, Steyn borykał się z kontuzjami. Przed rundą rewanżową Pucharu Trzech Narodów dołączył do „Rustenburg 21”, grupy 21 kontuzjowanych (według oficjalnych komunikatów) graczy, zebranych w Rustenburgu na rehabilitacji. Część opinii publicznej twierdziła wówczas, że w Rustenburgu odbywa się tajne zgrupowanie kadrowiczów, z którego powodu unikają oni najbliższych spotkań. 13 sierpnia Steyn pojawił się w składzie Springboks przeciw Wallabies, jednak w 50. minucie został zmieniony przez Gio Aplona. Związek podał, że Francois nabawił się kolejnego urazu, który wykluczył jego udział w spotkaniu z All Blacks tydzień później. Pod koniec sierpnia nazwisko Steyna oficjalnie znalazło się na liście reprezentantów RPA na Puchar Świata, on sam zaś wychodził w pierwszym składzie podczas wszystkich czterech spotkań grupowych. Zdobył w nich 3 przyłożenia i dwa rzuty karne. 30 września, w końcówce ostatniego meczu grupy D przeciw reprezentacji Samoa, Frans doznał kontuzji ramienia, która definitywnie wykluczyła go z dalszej gry w turnieju. W jego miejsce powołany został Zane Kirchner, jednak Springboks odpadli już w kolejnej rundzie.

## Wyróżnienia
- Zawodnik roku 2006 w reprezentacji U-19[1]
- Najbardziej obiecujący zawodnik roku 2007[1]
- Laureat nagrody Laureus, jako członek Drużyny Roku 2008[2]
- nominacja do nagrody Gracza Roku 2009 według IRB[19]